# Ozeasz
Ozeasz (hebr. ‏הושע‎, „Oszua” skrót od Jehoszua, Hoszea, które znaczy: Jahwe jest zbawieniem) – prorok Starego Testamentu, znany z księgi Ozeasza; syn Beeriego. Jest jednym z dwunastu proroków Biblii, znanych jako tzw. prorocy mniejsi. Według Talmudu był największym prorokiem swojego pokolenia.
Prorokował w Północnym Królestwie Izraela, od czasu Jeroboama II do okresu na krótko przed zajęciem stolicy Królestwa Izraela – Samarii, i całego państwa przez Asyryjczyków w 722 p.n.e. W tym czasie w królestwie Judy zaczynali swoją działalność prorocką Izajasz i Micheasz. Ozeasz jest często postrzegany jako „prorok zagłady” – (Samaria została zdobyta przez Asyryjczyków, a jej ludność wysiedlono do Mezopotamii i Medii), ale w jego przesłaniu zniszczenia kryje się obietnica odbudowy (Oz 3,5).
Treść księgi mówi m.in. o tym, że Bóg nakazał Ozeaszowi poślubić nierządnicę Gomer, córkę Diblaima (Oz 1, 2-13 oraz Oz 3,1-3). Wykupił ją z niewoli będącej najprawdopodobniej efektem zadłużenia. Urodziła mu dwóch synów i córkę, którzy nie byli jego biologicznym potomstwem (Bóg zakazał Ozeaszowi współżycia ze swoją małżonką (Oz 3,3)). Prorok użył swego nieszczęśliwego małżeństwa z kobietą rozpustną jako obrazu opuszczenia Boga przez Jego naród, czego wyrazem miały być imiona jego dzieci: Jizreel („Bóg zasiewa”), Lo-Ruhama („Niemiłowana” bądź „Nie doznająca miłosierdzia” czy też „Nie okazano jej miłosierdzia”), i Lo-Ammi („Niemójlud” – „Nie mój lud”). Mimo to Bóg obiecał „Uleczę ich niewierność i umiłuję ich z serca, bo gniew mój odwrócił się od nich”.
Jako pierwszy, opisując relacje pomiędzy Bogiem a jego Narodem Wybranym użył porównania do związku małżeńskiego.
Kościół rzymskokatolicki obchodzi jego wspomnienie 17 października.